# Phaeocedus haribhaiius
Phaeocedus haribhaiius är en spindelart som beskrevs av Patel 1975. Phaeocedus haribhaiius ingår i släktet Phaeocedus och familjen plattbuksspindlar. Inga underarter finns listade i Catalogue of Life.